# Megalobrama amblycephala
Megalobrama amblycephala, comunemente chiamata orata di Wuchang (cinese: 武昌鱼; pinyin: Wǔchāng yú) (Yih, 1955), è un pesce di acqua dolce della famiglia dei Cyprinidae che vive nella parte media del Fiume Azzurro in Cina.
Prende il nome del distretto (Wuchang) appartenente alla città di Wuhan.

## Morfologia
I maschi possono raggiungere anche 200 cm di lunghezza.